# Zip Drive

Zip Drive（極碟）是美國埃美加（Iomega）公司所發明的一種高容量軟式磁碟機，使用具有較堅固外殼的特製高容量軟碟片，並利用部分硬碟中使用的技術，製成的個人電腦儲存裝置。

## 發展
Zip最初推出時只有50MB；到推出100MB容量的磁碟片（Zip100）後，開始大受歡迎；數年後，更推出250MB容量的磁碟片（Zip250）；最後，推出750MB容量的磁碟片（Zip750）。ZIP驱动器具有向下兼容性，即較高容量的Zip磁碟機可以讀取相同容量或較低容量的Zip磁碟片，但写入速度有不同：例如ZIP250驱动器可以写入ZIP100的盘片，但速度不如原生ZIP100驱动器的写入速度快。較低容量的Zip磁碟機不能讀取較高容量的Zip磁碟片。
Zip磁碟片的製造商僅有两家，分别是Iomega與Fujifilm。

## 競爭

Zip磁碟片與磁碟機銷售量變化圖（1998年－2003年）

後來以3M為首的公司推出可兼容傳統3.5吋軟碟的120MB磁碟片，稱為Super Disk（又名LS-120）；但由於速度超慢，加上Zip Drive已拿下市場領導地位，所以未有對其構成威脅。

## 衰落
不久，隨着CD-R價格不斷下降以及外接硬碟和閃存盤的普及，Zip磁碟片不再受歡迎；但在香港不少大專院校的電腦中心，他們的電腦仍然有Zip Drive。除此之外，Iomega亦從生產Zip磁碟片轉為生產CD燒錄機。

## 評價
- 2006年5月26日，Zip榮獲PCWorld.com網站選為「史上25大科技爛貨」第15名。[1]

## 參看
- 爵士可擴充硬碟（Jaz drive）
- 磁光碟（MO）

## 外部連結
- Iomega全球首頁